# Capsala lintoni
Capsala lintoni är en plattmaskart. Capsala lintoni ingår i släktet Capsala och familjen Capsalidae. Inga underarter finns listade i Catalogue of Life.